# Boy on a Dolphin
Boy on a Dolphin is een Amerikaanse romantische film uit 1957 onder regie van Jean Negulesco. De film is gebaseerd op het het boek van David Divine en werd opgenomen in CinemaScope. Destijds werd hij in Nederland uitgebracht onder de titel Jongen op een dolfijn.

## Verhaal
Phaedra is een duikster en treft op een dag op de bodem van de Egeïsche Zee ter hoogte van het eiland Hydra een kostbaar standbeeld aan van een jongen op een dolfijn, vastgebonden aan de mast van een scheepswrak. Ze probeert dichter bij het beeld te komen, maar kerft haar been en verlaat het water. Haar vriend Rhif brengt haar naar een fysicus, dokter Hawkins, met wie ze praat over het beeld. Hawkins denkt aanvankelijk dat haar beleving een hallucinatie is, maar herkent in haar beschrijving een gezocht beeld en vertelt haar over de aard van haar ontdekking.
Gedreven door geldzucht reizen Phaedra en Rhif naar Athene, op zoek naar een rijke Amerikaan om hen te helpen. Ze vertelt de Amerikaanse archeoloog James Calder over haar ontdekking, maar hij denkt dat ze een list uithaalt en stuurt haar weg. Vervolgens ontmoet ze Victor Parmalee, een arrogante opportunist die een fortuin heeft gemaakt via gestolen antiek. Niet veel later realiseert Calder zich op welke schat Phaedra is gestuit en regelt nog een ontmoeting. Parmalee hoort van deze ontmoeting en, als bittere rivaal van de archeoloog, is onmiddellijk geïnteresseerd in wat de Griekse heeft te zeggen.
Nadat zij heeft verteld welk standbeeld ze heeft aangetroffen, houdt Parmalee haar gevangen op zijn jacht totdat hij haar verhaal heeft geverifieerd. Calder probeert Parmalee te waarschuwen dat het verboden is om antiek mee te nemen van Grieks grondgebied, maar dit houdt hem niet tegen. Parmalee belooft Phaedra een fortuin in ruil voor het standbeeld en brengt haar naar Hydra. Als niet veel later Calder hier ook wordt aangetroffen, overtuigt Parmalee haar om Calder te misleiden met een in scène gezette onsuccesvolle zoektocht naar het standbeeld.
Wanneer Calder tot de ontdekking komt dat Phaedra onder een hoedje speelt met Parmalee, kondigt hij aan alle interesse in haar te zijn verloren. Hij informeert haar dat hij inmiddels een voertuig heeft waarmee hij het standbeeld zelfstandig kan traceren. Calder kan zijn romantische gevoelens voor Phaedra niet lang onderdrukken en keert terug om haar te zoenen. Phaedra voelt zich schuldig dat ze hem bedriegt en belooft hem om het standbeeld naar hem te brengen, maar haar vriend Rhif is inmiddels bezig om het beeld aan Parmalee te leveren. Rhif houdt Phaedra zelfs gevangen zodat ze zijn plan niet zal beïnvloeden. De Griekse regering heeft echter al lucht gekregen van de zaak en arresteert Parmalee zodra Rhif de transactie wil uitvoeren.

## Rolverdeling
| Acteur            | Personage           |
| ----------------- | ------------------- |
| Alan Ladd         | Dr. James Calder    |
| Clifton Webb      | Victor Parmalee     |
| Sophia Loren      | Phaedra             |
| Alexis Minotis    | Milidias Nadapoulos |
| Jorge Mistral     | Rhif                |
| Laurence Naismith | Dr. Hawkins         |
| Piero Giagnoni    | Niko                |
| Gertrude Flynn    | Miss Dill           |

## Productie
Na het succes van Three Coins in the Fountain (1954) wilde 20th Century Fox opnieuw een exotische romantische film maken. In 1955 zijn verscheidene scenaristen gecontracteerd om het boek van David Divine te bewerken, onder wie Alec Coppel en Leon Uris. In november 1955 werd Henry Koster aangesteld als regisseur, maar hij werd vervangen door Jean Negulesco.
Aanvankelijk zouden de hoofdrollen worden vertolkt door Cary Grant en Sophia Loren, die op dat moment ook samenwerkten aan The Pride and the Passion (1957), maar toen Grants echtgenote Betsy Drake betrokken raakte bij het zinken van een schip, besloot hij om haar bij te staan in haar herstel. Robert Mitchum werd nadien aangesteld als vervanger, maar uiteindelijk nam Alan Ladd de rol over. Negulesco was niet tevreden met Ladd in de hoofdrol, en schreef in zijn autobiografie dat Ladd niet de fysieke allure had om indruk te maken op het personage van Loren. Daarbij kwam dat Ladd korter dan Loren was in lengte.
Loren en Ladd hadden geen klik met elkaar; Loren vertelde later dat Ladd haar enige mannelijke tegenspeler was die nooit bevriend met haar wilde worden. Ze vertelde dat pogingen tot vriendschappelijke toenadering niets opleverden. Ladd gaf in zijn biografie toe te zijn geïrriteerd dat Negulesco alle gunstige camerashots gaf aan Loren, terwijl hij vaak onflatteus in beeld werd gebracht.
De film werd op locatie in Hydra opgenomen.

## Ontvangst
Omdat The Pride and the Passion een langdurige productieperiode kende, werd Boy on a Dolphin uiteindelijk Lorens Amerikaanse filmdebuut. De film zette haar naam op de kaart en definieerde haar als sekssymbool. De Amerikaanse pers was over de film zelf echter minder enthousiast en schreef over de afwezigheid van enige chemie tussen Loren en Ladd.
Recensent van De Telegraaf noemde de film een "genoeglijk prentenboek" en kende lof toe aan het landschap van Griekenland zoals in beeld gebracht.